# Marie-José Malis
Marie-José Malis (née en 1966 à Perpignan) est une metteuse en scène française.

## Biographie
Marie-José Malis, ancienne élève de l’École normale supérieure, est metteuse en scène, formatrice et théoricienne de théâtre. Originaire de Perpignan, fille d’ouvriers agricoles issus de l’immigration espagnole, elle intègre l’ENS en 1987.
Elle a travaillé en Estonie, à Moscou, a enseigné en collèges, lycées, universités. Elle a créé et dirigé un service théâtre pour le Conseil général des Pyrénées-Orientales.
En 1994, elle créait la compagnie "La Llevantina", qu'elle dirige encore aujourd'hui.
Elle a créé avec le metteur en scène et théoricien Bernard Guittet une formation de l’acteur, devenue licence professionnelle, qu’elle co-dirige de 1999 à 2004 à Perpignan.
De 2014 à fin 2023, elle dirige avec Frédéric Sacard, La Commune, Centre dramatique national d'Aubervilliers. Elle y crée avec Frédéric Sacard le concept de Pièces d’Actualité, pièces d’avant-garde situées, qui ont fini par constituer un catalogue étonnant de pièces souvent devenues célèbres. À La Commune, elle met en scène Hypérion d’après Friedrich Hölderlin, Vêtir Ceux qui sont Nus de Luigi Pirandello, Dom Juan de Molière, La Vraie Vie d’Alain Badiou, La Volupté de l’Honneur de Pirandello, The End of Reality de Richard Maxwell (en), Institution Pièce D’actualité n°8, fonde le projet Daper Dutto consacré à des spectacles de recherche sur l’art et la fonction de l’acteur.
À Aubervilliers, elle co-fonde avec Judith Balso, Julien Machillot, et beaucoup d’étudiants dont Maxime Chazalet, Émilie Heriteau, Louise Narat-Linol, l’École des Actes, micro-institution militante et culturelle qui travaille avec la population de la ville, et qui est notamment très engagée auprès des personnes exilées et déplacées.
Elle est présidente du Syndeac de 2018 à 2020 et y développe des propositions de réforme profonde et du Syndeac et de l’institution culturelle.
Elle a été lauréate d’une bourse Villa Medicis Hors Les Murs à New York et à Los Angeles. En 2019, elle fait paraître un roman Hölderlin à New York, édité aux éditions du Cerf.

## Mises en scène
- 1999 : Le Mariage forcé de Molière
- 2000 : Foi, Amour, Espérance d'Ödön von Horváth
- 2001 : Aléthéia, des traces des grandes ombres
- 2002 : Nous autres
- 2003 : Ouvriers Paysans, de Jean-Marie Straub et Danièle Huillet d’après le roman d’Elio Vittorini Les femmes de Messine
- 2004 : Œdipe le Tyran de Friedrich Hölderlin d'après Sophocle
- 2006 : Enter the Ghost d'après Contre la télévision de Pier Paolo Pasolini[4]
- 2008 : Un orage serait bien beau ici, d’après La Promenade de Robert Walser
- 2009 : Le Prince de Hombourg de Heinrich von Kleist[5]
- 2011 : On ne sait comment de Luigi Pirandello[6]
- 2012 : La Volupté de l'honneur de Luigi Pirandello[7]
- 2013 : Le Rapport Langhoff d'après Matthias Langhoff
- 2014 : Hypérion d'après Friedrich Hölderlin[8]
- 2016 : La Vraie Vie d'Alain Badiou
- 2017 : Pièce d'actualité n°8 : Institution
- 2017 : Dom Juan, de Molière[9]
- 2018 : Vêtir ceux qui sont nus de Luigi Pirandello[10]
- 2019 : The End Of Reality de Richard Maxwell
- 2020 : Acteurs, projet Daper Dutto
- 2021 : Güven, pièce d'actualité n°16, mise en scène par Maxime Kurvers, Marie-José Malis et Marion Siefert[11],[12].
- 2021 : En vrai, pièce d'actualité n°17. Libye, l'enfer des exilés[13].
- 2022 : Bal Masqué de Mikhaïl Lermontov[14],[15]
- 2023 : Les Géants de la montagne de Luigi Pirandello

## Publications
- 2016 : Changer le monde par le théâtre, entretien réalisé par Laure Adler, Éditions universitaires d'Avignon, Collection Entre-Vues  (ISBN 978-2-35768-050-0)
- 2019 : Hölderlin à New York, Éditions du Cerf.